# Sabato triste/Le notti lunghe
Sabato triste/Le notti lunghe è un singolo di Adriano Celentano pubblicato in Italia nel 1963; nel disco suonano i Ribelli.

## Tracce
Lato A
1. Sabato triste – 3:23 (testo: Mogol, Miki Del Prete – musica: Don Backy)

Lato B
1. Le notti lunghe – 1:54 (testo: Mogol, Miki Del Prete, Adricel – musica: Paolo Zavallone, Pino Massara)